# فسفات روی
فسفات روی (به انگلیسی: Zinc phosphate) با فرمول شیمیایی Zn3(PO4)2 یک ترکیب شیمیایی با شناسه پاب‌کم 24519 است. که جرم مولی آن 386.11 g/mol می‌باشد. شکل ظاهری این ترکیب، بلورهای سفید است.